# Stephanie Bengson
Stephanie Bengson (ur. 31 stycznia 1987 w Wollongong) – australijska tenisistka.
8 października 2012 zajmowała najwyższe miejsce w rankingu singlowym WTA Tour – 541. pozycję, natomiast 11 czerwca 2012 osiągnęła najwyższą lokatę w deblu – 154. miejsce.

## Wygrane turnieje rangi ITF
| turnieje z pulą nagród 100 000 $ |
| turnieje z pulą nagród 75 000 $  |
| turnieje z pulą nagród 50 000 $  |
| turnieje z pulą nagród 25 000 $  |
| turnieje z pulą nagród 15 000 $  |
| turnieje z pulą nagród 10 000 $  |

### Gra podwójna
|    | Data       | Turniej       | Naw.      | Partnerka        | Przeciwniczki                   | Wynik             |
| 1. | 06/11/2011 | Mount Gambier | Twarda    | Tyra Calderwood  | Isabella Holland Sally Peers    | walkower          |
| 2. | 20/11/2011 | Traralgon     | Twarda    | Tyra Calderwood  | Monique Adamczak Bojana Bobusic | 6:7(2), 6:1, 10–8 |
| 3. | 27/11/2011 | Bendigo       | Twarda    | Tyra Calderwood  | Samantha Murray Storm Sanders   | 2:6, 6:1, 10–5    |
| 4. | 13/05/2012 | Fukuoka       | Trawiasta | Monique Adamczak | Misa Eguchi Akiko Ōmae          | 6:4, 6:4          |